# Грб Сабе
Грб Сабе је званични хералдички симбол холандске прекоморске територије Саба. Грб је озваничен 1985. године од стране Савета острва Саба, када је острво било још увек део Холандских Антила и тај грб је остао у употреби и када је острво постало специјална општина Саба, након распада претходне заједнице. 

## Опис грба
Грб се састоји од штита који држи локална птица аудубон, и зеленог плашта. На штиту је зелена силуета самог острва са пролазећим облаком на сребреном пољу. На грбу су такође представљени цртежи и рибе, једрењака и кромпира, који су симболи за рибарство, поморство и узгој кромпира, чиме се становништво острва најчешће бави. 
Мото написан испод штита је на латинском и гласи: „Remis velisque“ (буквално на српском: „са веслима и једрима“).